# Atletismo nos Jogos Pan-Americanos de 1991 - 1500 m feminino
A prova dos 1500 m feminino nos Jogos Pan-Americanos de 1991 foi realizada em 11 de agosto em Havana, Cuba.

## Medalhistas
| Ouro                          | Prata                        | Bronze                  |
| Alisa Hill USA Estados Unidos | Letitia Vriesde SUR Suriname | Sarah Howell CAN Canadá |

### Final
| Posição           | Nome              | Nacionalidade      | Tempo   | Notas |
| ----------------- | ----------------- | ------------------ | ------- | ----- |
| Medalha de ouro   | Alisa Hill        | USA Estados Unidos | 4:13.12 |       |
| Medalha de prata  | Letitia Vriesde   | SUR Suriname       | 4:16.75 |       |
| Medalha de bronze | Sarah Howell      | CAN Canadá         | 4:17.95 |       |
| 4                 | Soraya Telles     | BRA Brasil         | 4:22.21 |       |
| 5                 | Maura Savón       | CUB Cuba           | 4:25.04 |       |
| 6                 | Mabel Arrúa       | ARG Argentina      | 4:27.87 |       |
| 7                 | Milagro Rodríguez | CUB Cuba           | 4:30.56 |       |
| 8                 | Linda Sheskey     | USA Estados Unidos | 4:31.59 |       |